# Kleinwolkersdorf
Kleinwolkersdorf ist eine Ortschaft und eine Katastralgemeinde der Marktgemeinde Lanzenkirchen im Bezirk Wiener Neustadt in Niederösterreich. Die Ortschaft hat 803 Einwohner (Stand 1. Jänner 2024).

## Geografie
Der nordöstlich an Lanzenkirchen angebaute Ort erstreckt sich links der Leitha und wird von der Landesstraße L148 erschlossen.

## Geschichte
Laut Adressbuch von Österreich waren im Jahr 1938 in Kleinwolkersdorf vier Gastwirte, zwei Gemischtwarenhändler, ein Kaffeehaus, ein Maler, eine Obstkonservenerzeugung, ein Rauchfangkehrer, ein Schlosser, ein Schuster, eine Trafikantin, ein Tischler, ein Wagner und einige Landwirte ansässig.